# Jamaica Kincaid
Jamaica Kincaid (/ kɪnˈkeɪd /; sinh ngày 25 tháng 5 năm 1949) là một tiểu thuyết gia, nhà viết luận, người làm vườn và nhà văn làm vườn người Mỹ gốc Antigua. Bà sinh ra ở St. John's, Antigua (một phần của quốc gia gồm hai đảo Antigua và Barbuda). Bà sống ở North Bennington, Vermont (ở Hoa Kỳ) trong mùa hè, và là giáo sư nghiên cứu người Mỹ gốc Phi và người Mỹ gốc Phi nội trú tại Đại học Harvard trong niên khóa.

## Tiểu sử

### Đầu đời
Jamaica Kincaid được sinh ra Elaine Potter Richardson ở St. John's, Antigua, vào ngày 25 tháng 5 năm 1949. Bà lớn lên trong nghèo đói tương đối với mẹ, một người phụ nữ có văn hóa, làm nghề sửa chữa nhà, và cha dượng của cô, một thợ mộc. Bà rất gần gũi với mẹ bà cho đến khi ba anh em trai của bà được sinh ra nhanh chóng, bắt đầu khi bà 9 tuổi. Sau khi mẹ sinh em trai, Kincaid cảm thấy bị mẹ bỏ rơi. Kincaid sau đó nhớ lại,
Tiền gia đình của chúng tôi vẫn như cũ, nhưng phải nuôi nhiều người hơn và phải có nhiều quần áo hơn, và vì vậy mọi thứ đều được rút ngắn, không chỉ những thứ vật chất mà là những thứ tình cảm. Những cảm xúc tốt mà tôi đã có đã kết thúc nhanh chóng. Nhưng sau đó tôi có nhiều thứ mà tôi không có, bao gồm cả sự độc ác và bỏ bê nhất định.
Trong một cuộc phỏng vấn của tờ New York Times, Kincaid cũng nói rằng "Cách tôi trở thành một nhà văn là mẹ tôi đã viết cuộc đời tôi cho tôi và nói với tôi."
Kincaid được đào tạo trong hệ thống giáo dục thuộc địa Anh, vì Antigua đã không giành được độc lập từ Anh cho đến năm 1981. Mặc dù bà thông minh và thường xuyên đứng đầu lớp, mẹ bà đã đuổi Kincaid khỏi trường ở tuổi 16 để giúp đỡ gia đình khi người em thứ ba và là út của bà được sinh ra vì cha dượng của bà ấy bị bệnh và không thể cung cấp cho gia đình nữa Năm 1966, mẹ bà gửi bà đến Scarsdale, một vùng ngoại ô giàu có của thành phố New York, khi bà mới mười bảy tuổi, làm việc như một người giúp việc. Tuy nhiên, sau khi di chuyển, Kincaid đã từ chối gửi tiền về nhà. Ngoài ra, "bà không để lại địa chỉ chuyển tiếp và bị cắt đứt khỏi gia đình cho đến khi bà ấy trở về Antigua 20 năm sau đó".